# Соболев, Анатолий Пантелеевич
Анатолий Пантелеевич Соболев (6 мая 1926, Кытманово, Западно-Сибирский край, СССР — 28 июня 1986, Москва, СССР) — советский писатель, прозаик, участник Великой Отечественной войны. Лауреат первой и второй премии конкурса на военно-патриотическую тему (1967).
Печатался также под псевдонимом Анатолий Сибиряк.
Член Союза писателей СССР (с 1964 года).

## Биография
Родился 6 мая 1926 года в селе Кытманово Западно-Сибирского края, ныне Алтайский край, в семье партийного работника, крестьянина. Его детство прошло в селе Смоленском. В этом населённом пункте его отец Пантелей Петрович Соболев с 1930 по 1937 год трудился в должности первого секретаря райкома партии. В 1937 году вся семья переехала на постоянное место жительство на станцию Болотная Новосибирской области, а в 1939 году переехали в город Новокузнецк.
В 1943 году принял решение идти добровольцем на фронт. Его направили на обучение в школу военных водолазов, по окончании которой он стал служить на Северном флоте, где в то время проходила линия фронта. За выполнение боевых заданий был награждён медалями «За боевые заслуги», «За оборону Советского Заполярья», «За победу над Германией в Великой Отечественной войне 1941—1945 гг.». Службу военным водолазом на Северном и Балтийском флотах проходил до 1951 года.
Демобилизовавшись, успешно сдал экзамены на поступление в Сибирский металлургический институт (Новокузнецк, ныне СибГИУ), обучение в котором завершил в 1956 году. Трудился на металлургических заводах и предприятиях Челябинска и Новокузнецка. Работал мастером, сменным механиком. В 1958 году получил приглашение на работу в Сибирский металлургический институт преподавателем на кафедре механического оборудования. В институте он стал увлекаться литературой, начал сочинять прозу.
Повесть «Безумству храбрых» стала первой в его творческой деятельности и вышла в свет в 1962 году, была напечатана в журнале «Сибирские огни». Повесть «Грозовая степь» в 1963 году стала лауреатом второй премии на Всесоюзном конкурсе на лучшую книгу для детей и юношества. По мотивам этого произведения в Центральном детском театре (Москва) был поставлен спектакль «Сыновья идут рядом».
В 1964 году вступил в ряды членов Союза писателей СССР. В 1967 году окончил Высшие литературные курсы при Союзе писателей СССР.
В 1967 году его повести «Ночная радуга» и «Тихий пост» завоевали первую и вторую премии конкурса книг на военно-патриотическую тему, который был проведён ЦК ВЛКСМ, Союзом писателей СССР и ЦК ДОСААФ. В 1971 году повесть «Какая-то станция» была удостоена дипломом им. Фадеева на конкурсе книг на патриотическую тему. Это произведение стало основой для съёмок фильма «Письмо из юности».
В 1967 году переехал жить и работать в Калининград. Умер 28 июня 1986 года в Москве во время проведения 8-го съезда советских писателей, делегатом которого он был. Похоронен 28 июля 1986 года в селе Смоленском (Алтайский край) на Аллее Победы во время Шукшинских чтений.

## Литературное творчество
Является автором книг:
- 1963 год — «Безумству храбрых» (Кемерово),
- 1964 год — «Грозовая степь»,
- 1964 год — «Встречи на дорогах» (Кемерово),
- 1968 год — «Бушлат на вырост»,
- 1969 год — «Тихий пост»[6],
- 1981 год — «Ночная радуга» (Кемерово),
- 1981 год — «Какая-то станция»,
- 1981 год — «Награде не подлежит»,
- 1981 год — «Курсом Норд-Вест»,
- 1986 год — «Якорей не бросать. Записки рулевого».

## Экранизации
- «Посейдон» спешит на помощь (1977) — по оригинальному сценарию, через год переработанному в повесть «Штормовой пеленг»
- Письмо из юности (1973) — по повести «Какая-то станция»
- Про Ромку и его друзей (фильм-спектакль, 1971) — по пьесе «Посвящение в рыцари»
- Грозовая степь (фильм-спектакль, 1967) — по одноимённой повести

## Награды
- Орден Отечественной войны II степени,
- Медаль «За боевые заслуги»,
- Медаль «За оборону Советского Заполярья»
- Медаль «За победу над Германией в Великой Отечественной войне 1941—1945 гг.»,

## Память

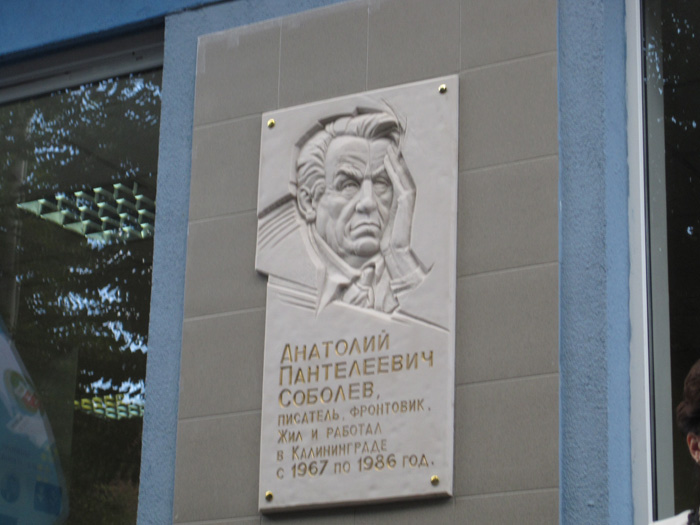
Памятная доска в Калининграде

- В селе Смоленское на Алтае, где похоронен А. П. Соболев, одна из улиц названа его именем,
- В селе Смоленском создан Дом-музей.
- С 2001 года проходят Соболевские чтения, имеющие краевой статус.
- В 2001 году открыт памятник А. П. Соболеву.
- В 2003 году районной библиотеке присвоено имя А. П. Соболева.
- В 2004 году учреждена муниципальная Соболевская премия.